# Adonisea imperialis
Adonisea imperialis är en fjärilsart som beskrevs av Barnes och Mcdunnough 1911. Adonisea imperialis ingår i släktet Adonisea och familjen nattflyn. Inga underarter finns listade i Catalogue of Life.